# 長谷川美希
長谷川 美希（はせがわ みき、3月18日 - ）は、日本の女性声優。京都府出身。シグマ・セブンe所属。

## 人物
資格は剣道二段。趣味は読書、散歩。特技は剣道。方言は京都弁。

## 出演

### テレビアニメ
- リコリス・リコイル（2022年、楠木助手）

### ボイスオーバー
- 行列のできる法律相談所

### テレビ番組
- ミラクル住宅リフォーム

### CM
- 東京ドームシティ『ハロウィン盆踊り』（PRナレーション）

### Web
- 日本ホラー映画大賞

### その他コンテンツ
- AT-Xフレッシュ夏フェス隊
- パワプロアプリチャンピオンシップ2019(コーナーMC）
- ベビーバス オーディオブック（ミュウミュウ、ピピ）
- Spotify ポッドキャストラジオドラマ『ポケット・ストーリーズ』